# Jakow Protazanow
Jakow Aleksandrowicz Protazanow, ros. Яков Александрович Протазанов (ur. 4 lutego 1881 w Moskwie, zm. 9 sierpnia 1945 w Moskwie) – rosyjski i radziecki reżyser i scenarzysta, uważany – obok Władimira Gardina – za jednego z ojców rosyjskiej kinematografii.

## Życiorys
Pracę w filmie rozpoczął w 1907. W 1911 wyreżyserował swój pierwszy film Pieśń katorżnika. W latach 1911–1918 zrealizował przeszło 80 filmów, w tym kilka adaptacji klasycznej literatury rosyjskiej. Najbardziej udanymi filmami na tym etapie twórczości były: Dama pikowa (1916), Nikołaj Stawrogin (1915), Wojna i pokój (1915, wspólnie z Władimirem Gardinem) oraz Ojciec Sergiusz (1918).
W 1920 wyemigrował do Francji. Przebywał tam 4 lata i zrealizował kilka filmów, po czym wrócił do ojczyzny. Po powrocie w 1924 nakręcił pierwszy radziecki film science-fiction Aelita, na podstawie powieści Aleksieja Tołstoja.
Od tego czasu aż do końca swojej kariery regularnie reżyserował 1-2 filmy rocznie, współpracując z najlepszymi rosyjskimi filmowcami. U Protazanowa występowała cała plejada popularnych aktorów radzieckich, m.in. Nikołaj Batałow, Igor Iljinski, Anatolij Ktorow, Siergiej Martinson, Michaił Żarow. W jego filmach debiutowało wiele późniejszych gwiazd radzieckiej kinematografii, np. Nina Alisowa i Wiera Mariecka. Do grona współpracowników reżysera należeli m.in. scenograf Władimir Jegorow oraz operatorzy Anatolij Gołownia, Mark Magidson i Jurij Żelabużski.
Protazanow reżyserował zarówno komedie, takie jak Proces o trzy miliony (1926) czy Odpust na świętego Jorgena (1930), jak i dramaty współczesne: Jego wezwanie (1925) czy Siódmoklasiści (1938). Jest również twórcą wielu adaptacji, w tym ekranizacji dzieł Antona Czechowa (Stanowiska i ludzie z 1929), Leonida Andrejewa (Biały orzeł z 1928), I. Szmielowa (Kelner w restauracji „Jar” z 1927) oraz Nikołaja Ostrowskiego (Panna bez posagu z 1936). Ostatni film w swojej karierze Przygody Nasreddina wyreżyserował w 1944 podczas wojny w Taszkencie wspólnie z młodymi uzbeckimi filmowcami.

## Filmografia
- 1911 Pieśń katorżnika
- 1915 Nikołaj Stawrogin
- 1915 Wojna i pokój (wspólnie z Władimirem Gardinem)
- 1916 Dama pikowa
- 1918 Ojciec Sergiusz
- 1924 Aelita
- 1925 Krojczy z Torżka
- 1925 Jego wezwanie
- 1926 Proces o trzy miliony
- 1926 Czterdziesty pierwszy
- 1927 Don Diego i Pelagia
- 1927 Kelner z restauracji „Jar”
- 1928 Biały orzeł
- 1929 Stanowiska i ludzie
- 1930 Odpust na świętego Jorgena
- 1931 Tommi
- 1934 Marionetki
- 1934 O dziwnej naturze miłości
- 1936 Panna bez posagu
- 1938 Siódmoklasiści
- 1940 Saławat – wódz Baszkirów
- 1943 Przygody Nasreddina